# Attilio Ferraris
Attilio Ferraris (26. března 1904, Řím Italské království – 8. května 1947, Montecatini Terme Itálie) byl italský fotbalista. Hrával na pozici defenzivního záložníka.
Fotbalovou kariéru začal v Římském klubu Fortitudo, kde hrál pět sezon. Po sloučení s dalšími kluby v Římě vznikl klub AS Řím. Zde hrál dalších sedm sezon a vždy byl kapitánem. Po vítězném MS 1934 přestoupil za 150 000 lir do konkurenčního Lazia. V klubu byl ale jen dvě sezony a poté přestoupil do Bari. Poté kariéru zakončil v Catanii.
Za italskou reprezentací odehrál první utkání 1. ledna 1928 a byl prvním fotbalistou v reprezentací jako hráč AS Řím. Byl členem vítězného mužstva na MS 1934 Na tomto šampionátu byl federací FIFA zařazen i do all-stars týmu. Celkem za národní tým odehrál 28 utkání.
Byl velice vášnivím hazardním hráčem a silný kuřák. Zemřel v Montecatini Terme na fotbalovém hřišti během zápasu mezi starou gardou. Jeho hrobka na monumentálním hřbitově ve Campo Verano a nese náhrobek Attilio Ferraris – mistr světa.

## Hráčská statistika
| Sezóna  | Klub      | Liga      | Liga   | Liga | Ligové poháry | Ligové poháry | Ligové poháry | Kontinentální poháry | Kontinentální poháry | Kontinentální poháry | Celkem | Celkem |
| Sezóna  | Klub      | Soutěž    | Zápasy | Góly | Soutěž        | Zápasy        | Góly          | Soutěž               | Zápasy               | Góly                 | Zápasy | Góly   |
| ------- | --------- | --------- | ------ | ---- | ------------- | ------------- | ------------- | -------------------- | -------------------- | -------------------- | ------ | ------ |
| 1922/23 | Fortitudo | 1. Divize | 8      | 0    | -             | 0             | 0             | -                    | 0                    | 0                    | 8      | 0      |
| 1923/24 | Fortitudo | 1. Divize | 10     | 0    | -             | 0             | 0             | -                    | 0                    | 0                    | 10     | 0      |
| 1924/25 | Fortitudo | 1. Divize | 7      | 1    | -             | 0             | 0             | -                    | 0                    | 0                    | 7      | 1      |
| 1925/26 | Fortitudo | 1. Divize | 18     | 1    | -             | 0             | 0             | -                    | 0                    | 0                    | 18     | 1      |
| 1926/27 | Fortitudo | 1. Divize | 18     | 1    | -             | 0             | 0             | -                    | 0                    | 0                    | 18     | 1      |
| 1927/28 | Řím       | 1. Divize | 20     | 0    | -             | 0             | 0             | -                    | 0                    | 0                    | 20     | 0      |
| 1928/29 | Řím       | 1. Divize | 29     | 1    | -             | 0             | 0             | -                    | 0                    | 0                    | 29     | 1      |
| 1929/30 | Řím       | Serie A   | 34     | 0    | -             | 0             | 0             | -                    | 0                    | 0                    | 34     | 0      |
| 1930/31 | Řím       | Serie A   | 34     | 0    | -             | 0             | 0             | -                    | 0                    | 0                    | 34     | 0      |
| 1931/32 | Řím       | Serie A   | 33     | 1    | -             | 0             | 0             | Stř.P                | 4                    | 0                    | 37     | 1      |
| 1932/33 | Řím       | Serie A   | 27     | 0    | -             | 0             | 0             | -                    | 0                    | 0                    | 27     | 0      |
| 1933/34 | Řím       | Serie A   | 21     | 1    | -             | 0             | 0             | -                    | 0                    | 0                    | 21     | 1      |
| 1934/35 | Lazio     | Serie A   | 30     | 0    | -             | 0             | 0             | -                    | 0                    | 0                    | 30     | 0      |
| 1935/36 | Lazio     | Serie A   | 9      | 0    | IP            | 1             | 0             | -                    | 0                    | 0                    | 10     | 0      |
| 1936/37 | Bari      | Serie A   | 29     | 0    | IP            | 2             | 0             | -                    | 0                    | 0                    | 31     | 0      |
| 1937/38 | Bari      | Serie A   | 25     | 0    | IP            | 0             | 0             | -                    | 0                    | 0                    | 25     | 0      |
| 1938/39 | Řím       | Serie A   | 12     | 0    | IP            | 2             | 0             | -                    | 0                    | 0                    | 14     | 0      |
| 1939/40 | Catania   | Serie B   | 15     | 0    | IP            | 0             | 0             | -                    | 0                    | 0                    | 15     | 0      |
| Celkově | Celkově   | Celkově   | 379    | 6    | -             | 5             | 1             | -                    | 4                    | 0                    | 388    | 7      |

## Hráčské úspěchy

### Reprezentační
- 1x na MS (1934 - zlato)
- 2x na MP (192721930 - zlato, 1931–1932 - stříbro)
- 1x na OH (1928 - bronz)

### Individuální
- All Stars Team na 1934